# Индепенденца (Прахова)
Индепенденца (рум. Independența) насеље је у Румунији у округу Прахова у општини Гергица. Oпштина се налази на надморској висини од 84 m.

## Становништво
Према подацима из 2002. године у насељу је живело 254 становника, од којих су сви румунске националности.